# چوب لاستیک

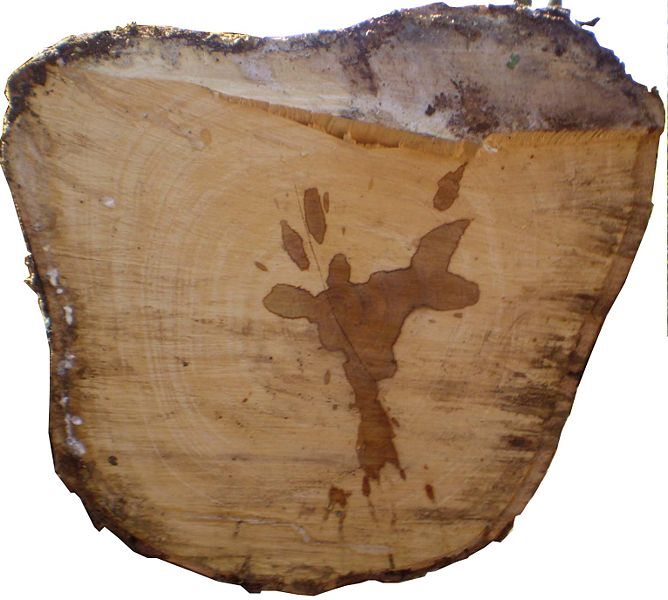
قسمتی از تنه درخت لاستیکی

چوب لاستیک (انگلیسی: Rubberwood) نوعی سخت چوب با رنگ روشن و تراکم متوسط است که از درخت لاستیک در پارا که معمولاً در مزرعه کاشته می‌شود به دست می‌آید. چوب لاستیک معمولاً به عنوان یک چوب سازگار با محیط زیست شناخته می‌شود، زیرا از درختانی که استفاده شده‌اند مجدداً استفاده می‌شود.

## دیگر اسامی
چوب لاستیک همچنین به عنوان سخت چوب مزرعه یا پارا چوب یا هوا (Hevea)، دسته‌ای که درخت به آن تعلق می‌گیرد شناخته می‌شود. در سال ۲۰۰۲ وزارت صنعت مالزی آن را به عنوان بلوط مالزیایی به بازار عرضه کرد.

## تاریخچه
اگرچه این چوب در گذشته در مقیاس‌های کوچک استفاده می‌شده است در دهه‌های اخیر با به وجود آمدن درمان‌های شیمیایی برای محافظت چوب در برابر حملات قارچی و حشرات، استفاده از این چوب برای ساخت مبلمان رواج بیشتری یافته است. مزارع گسترده‌ای از درختان بزرگ لاستیک به خصوص در جنوب شرقی آسیا وجود دارد. کاربرد اولیه به گونه‌ای بود که درخت‌ها را در انتهای چرخه تولید لاتکس می‌سوزاندند.
در حال حاضر درختان لاستیک در مزارع، زمانی جهت استفاده از چوب برداشت می‌شوند که چرخه تولید لاتکس آن‌ها کامل شده باشد، درختان در این زمان بین ۲۵ تا ۳۰ ساله هستند. هنگامی که بازده لاتکس بسیار کم می‌شود درختان را قطع می‌کنند و دوباره درختان جدید می‌کارند. چوب لاستیک به این دلیل سازگار با محیط زیست شناخته می‌شود که چوب‌ها از یک منبع تجدیدپذیر به دست می‌آیند.

## درمان‌های شیمیایی
چوب لاستیک مستعد حملات قارچ‌ها و حشرات است که همین امر استفاده از آن را در گذشته محدود می‌کرد، اما در دهه ۱۹۸۰با توسعه فرایندهای درمان شیمیایی این امکان به وجود آمد که این چوب به طور گسترده‌ای در ساخت مبلمان و قاب مورد استفاده قرار گیرد، امروزه به طور کلی چوب لاستیک را بلافاصله بعد از اره کردن در نگهدارنده بور غوطه ورمی کنند و سپس در کوره خشک‌کننده قرار می‌دهند تا مواد شیمیایی پخش شود و همچنین حجم رطوبت تنظیم شود.

## کاربردها
چوب لاستیک بافت متراکمی دارد که به راحتی در فرایند خشک کردن کوره‌ای قابل کنترل است. چوب لاستیک با انقباض بسیار کمی که دارد به یکی از مصالح با ثبات ساخت و ساز در دسترس برای کاربرد در مبلمان، اسباب بازی‌ها و وسایل آشپزخانه تبدیل شده است. کار با این چوب راحت است و رنگ لکه‌ها را به طور یکنواخت به خود می‌گیرد. همانند تمام سخت چوب‌ها، چوب لاستیک درجات مختلفی از کیفیت را دارا می‌باشد.
این چوب برای استفاده در فضای باز مناسب نیست چون آب باران می‌تواند مواد شیمیایی محافظ را از سطح چوب بشوید و در نتیجه در معرض رشد قارچ و حملات حشرات قرار بگیرد. رطوبت بیش از حد نیز باعث تاب برداشتن چوب و پوسیدن آن می‌شود.